# Wickham (Hampshire)
Pour les articles homonymes, voir Wickham.
Wickham, anciennement orthographié Wykeham, est une paroisse civile et une bourgade du Hampshire, dans le sud de Angleterre, située à environ 5 km au nord de Fareham et faisant partie du district de City of Winchester, bien qu'elle soit plus proche de Fareham que de Winchester. Au recensement de 2001 sa population était de 4 816 habitants.
C'est à Wickham que se trouve la maison généralice de la congrégation missionnaire des franciscaines de Sainte Marie des Anges.

## Personnalités
C'est le lieu de naissance de l'évêque de Winchester William de Wykeham (1320-1404), qui fut le fondateur du Winchester College et du New College d'Oxford.

## Source
- (en) Cet article est partiellement ou en totalité issu de l’article de Wikipédia en anglais intitulé « Wickham » (voir la liste des auteurs).